# Azerbaiyán en los Juegos Olímpicos de Río de Janeiro 2016
Azerbaiyán estuvo representada en los Juegos Olímpicos de Río de Janeiro 2016 por un total de 56 deportistas, 42 hombres y 14 mujeres, que compitieron en 15 deportes.
El portador de la bandera en la ceremonia de apertura fue el boxeador Teymur Mammadov.

## Medallistas
El equipo olímpico azerbaiyano obtuvo las siguientes medallas:
| Nombre                 | Deporte            | Competición |
| ---------------------- | ------------------ | ----------- |
| Oro                    |                    |             |
| Radik İsayev           | Taekwondo          | +80 kg M    |
| Plata                  |                    |             |
| Lorenzo Sotomayor      | Boxeo              | 64 kg M     |
| Mariya Stadnik         | Lucha libre        | 48 kg F     |
| Toğrul Əsgərov         | Lucha libre        | 65 kg M     |
| Xetaq Qazyumov         | Lucha libre        | 97 kg M     |
| Valentin Demianenko    | Piragüismo         | C1 200 m M  |
| Rüstəm Orucov          | Yudo               | –73 kg M    |
| Elmar Qasımov          | Yudo               | –100 kg M   |
| Bronce                 |                    |             |
| Kamran Şahsuvarlı      | Boxeo              | 75 kg M     |
| Rəsul Çunayev          | Lucha grecorromana | 66 kg M     |
| Sabah Shariati         | Lucha grecorromana | 130 kg M    |
| Hacı Əliyev            | Lucha libre        | 57 kg M     |
| Cəbrayıl Həsənov       | Lucha libre        | 74 kg M     |
| Şərif Şərifov          | Lucha libre        | 86 kg M     |
| Nataliya Sinişin       | Lucha libre        | 53 kg F     |
| Inna Osypenko-Radomska | Piragüismo         | K1 200 m F  |
| Patimat Abakarova      | Taekwondo          | –49 kg F    |
| Milad Beigi            | Taekwondo          | –80 kg M    |